# 克拉斯諾吉爾卡 (波皮利尼亞區)
49°55′13″N 29°22′11″E / 49.92028°N 29.36972°E
克拉斯諾吉爾卡（烏克蘭語：Красногірка）是位於烏克蘭北部日托米爾州裏日托米爾區的村莊，始建於1825年，面積2.82平方公里，海拔高度209米，2001年人口387，人口密度每平方公里137.28人。